# Metophthalmus longipilis
Metophthalmus longipilis là một loài bọ cánh cứng trong họ Latridiidae. Loài này được Otto Rucker & Otto miêu tả khoa học năm 1978.